# Hydrogen-poor super-luminous supernova
Hydrogen-poor super-luminous supernova (superjasna supernowa o niskiej zawartości wodoru) – typ supernowej o bardzo niebieskiej barwie, temperaturze pomiędzy 10 000 a 20 000 K, niskiej zawartości wodoru, szybko rozprzestrzeniającej się (ok. 10 tys. km na sekundę), około dziesięciokrotnie większej jasności niż typowe supernowe typu Ia i o bardzo długim, powolnym okresie gaśnięcia po wybuchu, sięgającym 50 dni.
Spekuluje się, że do tego typu supernowych mogą należeć wybuchy SN 2005ap i SCP 06F6 oraz PTF09atu, PTF09cnd, PTF09cwl i PTF10cwr, a także odkryte w ramach programu Pan-STARRS – PS1-10ky i PS1-10awh.
Dokładny mechanizm wybuchu nie jest znany, jednak sugerowane są dwie możliwości:
- w momencie wybuchu jądro gwiazdy przeistacza się w bardzo szybko wirujący magnetar, którego silne pole magnetyczne rozgrzewa materiał gwiazdy, zwiększając jasność wybuchu,
- w okresie poprzedzającym wybuch gwiazda pulsująca o masie 90–130 M☉[4] odrzuca dużą ilość materii niezawierającej wodoru; po eksplozji szybko rozszerzająca się materia gwiazdy uderza we wcześniej odrzucony gaz, zwiększając jasność wybuchu.